# 天普坎普 (亞利桑那州)
天普坎普（英語：Tempe Camp）是位於美國亞利桑那州可可尼諾縣的一個非建制地區。該地的面積和人口皆未知。

## 地理
天普坎普的座標為34°54′28″N 111°26′33″W / 34.90778°N 111.44250°W，而該地的平均海拔高度為2176米（即7139英尺）。